# Bundesnetzagentur

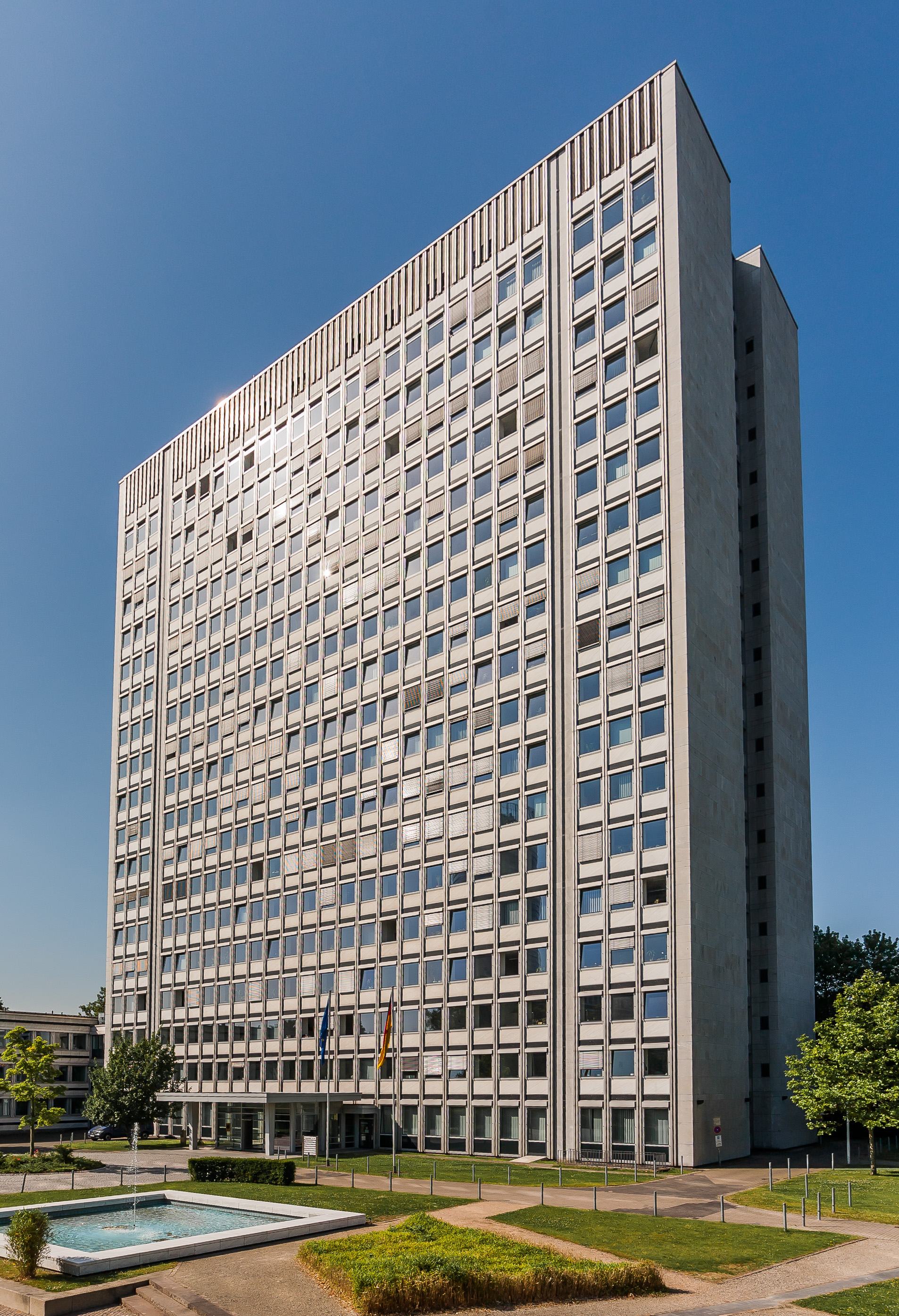
Sitz der Bundesnetzagentur im Bonner Tulpenfeld

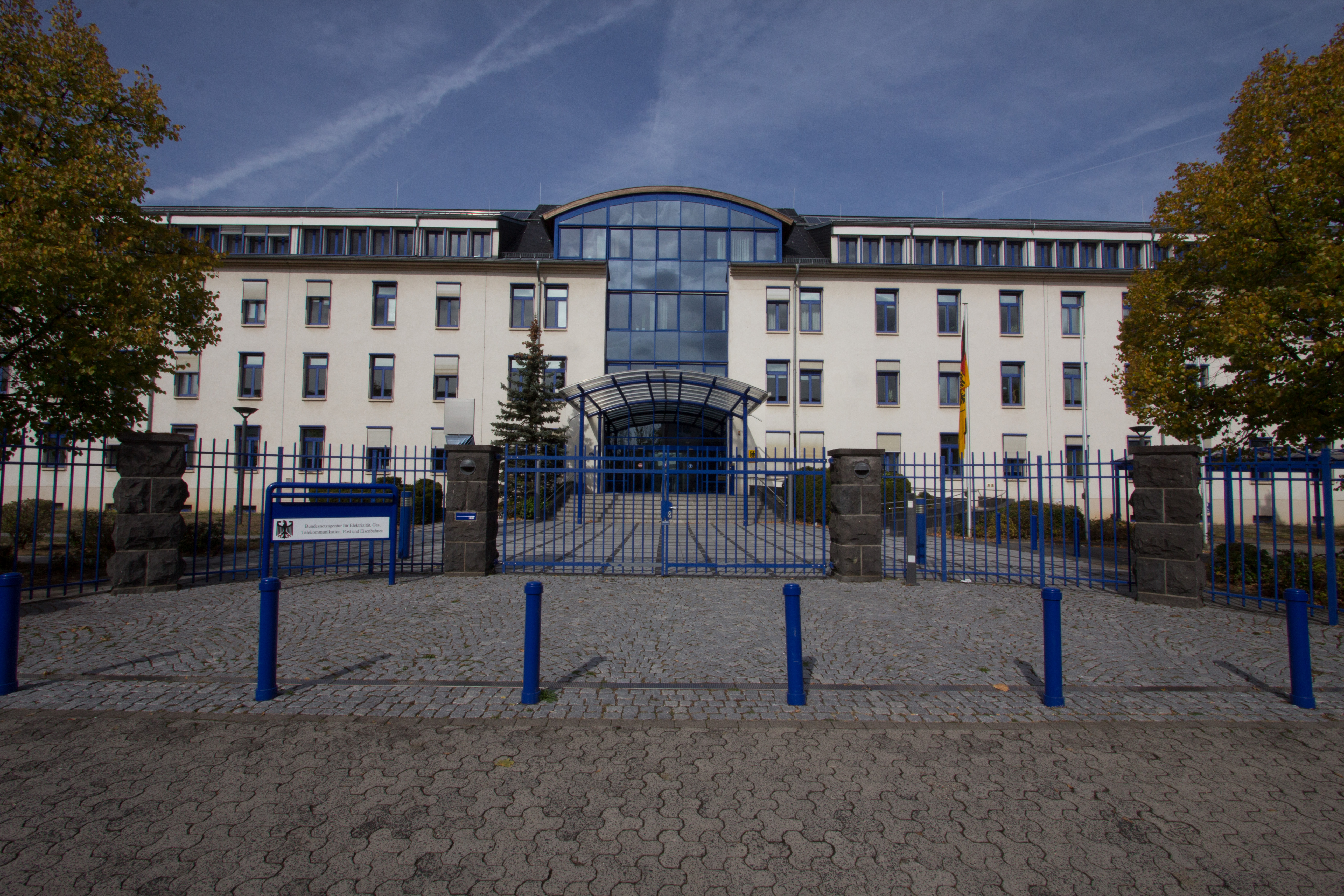
Dienstsitz in Mainz

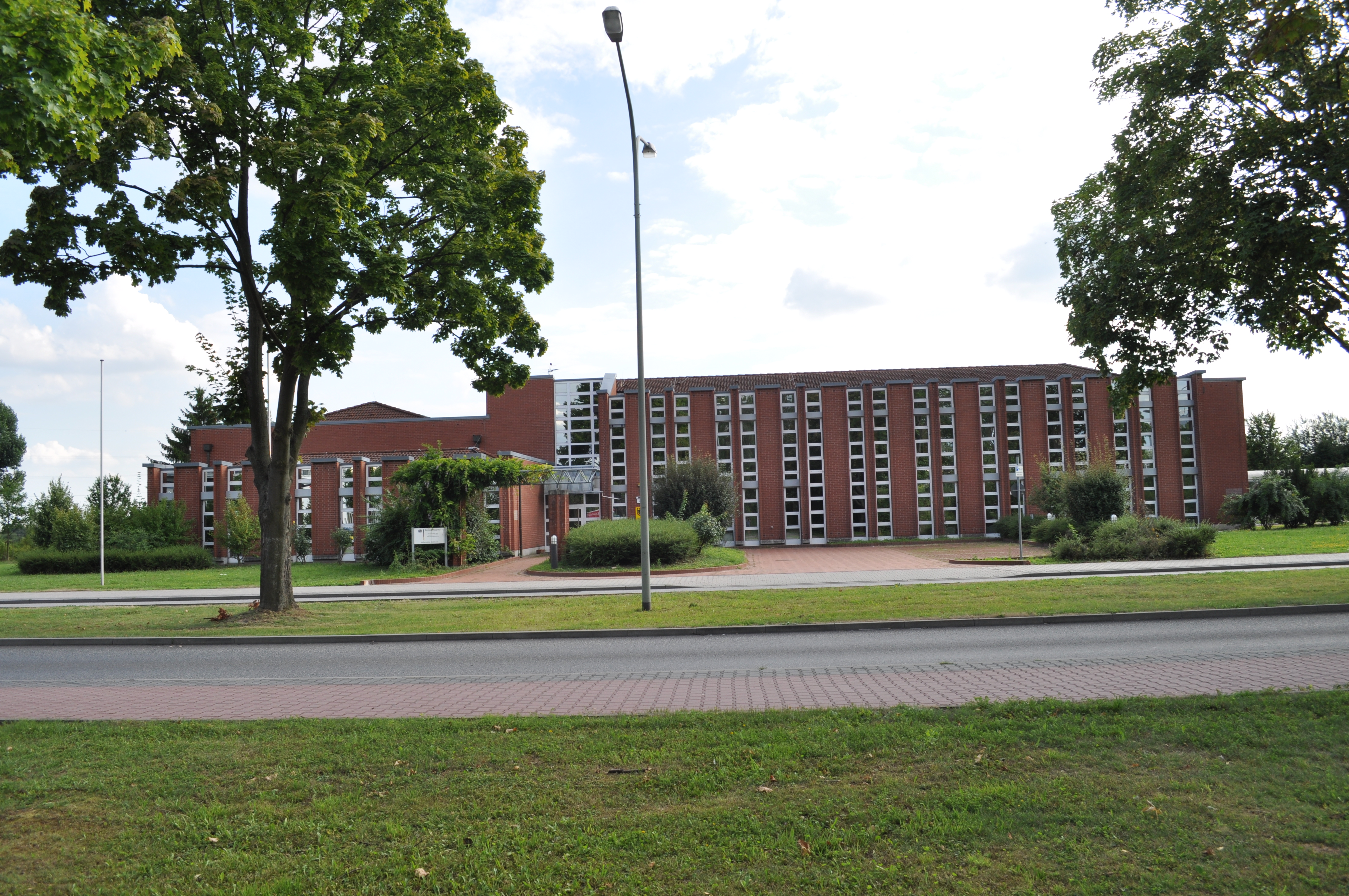
Außenstelle in Eschborn

Die Bundesnetzagentur für Elektrizität, Gas, Telekommunikation, Post und Eisenbahnen mit Sitz in Bonn, kurz Bundesnetzagentur (BNetzA), ist eine Bundesoberbehörde im Geschäftsbereich des Bundeswirtschaftsministeriums. Als oberste deutsche Regulierungsbehörde bestehen ihre Aufgaben in der Aufrechterhaltung und der Förderung des Wettbewerbs in sogenannten Netzmärkten. Eine weitere Aufgabe ist die Moderation von Schlichtungsverfahren. Die Bundesnetzagentur ist außerdem Aufsichtsstelle für Vertrauensdiensteanbieter nach der eIDAS-Verordnung.
Der EuGH hat in seiner Entscheidung vom 2. September 2021 Deutschland aufgefordert, der Bundesnetzagentur mehr Unabhängigkeit einzuräumen. Eine völlige Unabhängigkeit der nationalen Regulierungsbehörden sei notwendig, um zu gewährleisten, dass diese gegenüber Wirtschaftsteilnehmern und öffentlichen Einrichtungen unparteiisch und nicht diskriminierend handeln.

## Geschichte
Die Behörde ging aus dem Bundesministerium für Post und Telekommunikation (BMPT) und dem Bundesamt für Post und Telekommunikation (BAPT) hervor und wurde am 1. Januar 1998 als Regulierungsbehörde für Telekommunikation und Post (RegTP) gegründet. 
Im Sommer 2005 wurde der Behörde zusätzlich zur Regulierung der Telekommunikationsnetze die Zuständigkeit für die Energieregulierung (Strom und Gas) übertragen und wurde daher in Bundesnetzagentur umbenannt.
Seit dem 1. Januar 2006 ist die Bundesnetzagentur zusätzlich für die Überwachung des Zugangs zur Eisenbahninfrastruktur zuständig und trägt darum den vollständigen Namen Bundesnetzagentur für Elektrizität, Gas, Telekommunikation, Post und Eisenbahnen.

## Aufgaben und Struktur
Die Behörde ist für den Wettbewerb auf den fünf Netzmärkten Elektrizität, Gas, Telekommunikation, Post und Eisenbahnverkehr verantwortlich.
Verwaltungssitz der Bundesnetzagentur ist die Bundesstadt Bonn. Die technische Zentrale liegt in Mainz. Die Agentur untersteht dienstlich und – überwiegend – fachlich der Aufsicht des Bundesministeriums für Wirtschaft und Energie (BMWE); in Bezug auf das Telekommunikationsrecht wurde die BNetzA 2021 fachlich der Aufsicht des Bundesministeriums für Digitales und Verkehr (BMDV) unterstellt. Sie hat 46 Standorte, so dass eine bundesweite Flächenpräsenz gegeben ist. Die Bundesnetzagentur hat rund 3000 Mitarbeiter.
Die Bundesnetzagentur hat einen Beirat, der aus jeweils 16 Mitgliedern des Deutschen Bundestages und 16 Vertretern des Bundesrates besteht. Vorsitzender des Beirats ist Olaf Lies, Minister für Wirtschaft, Verkehr, Bauen und Digitalisierung des Landes Niedersachsen, stellvertretende Vorsitzende die Bundestagsabgeordnete Ingrid Nestle (Stand 11/2022).

### Telekommunikation

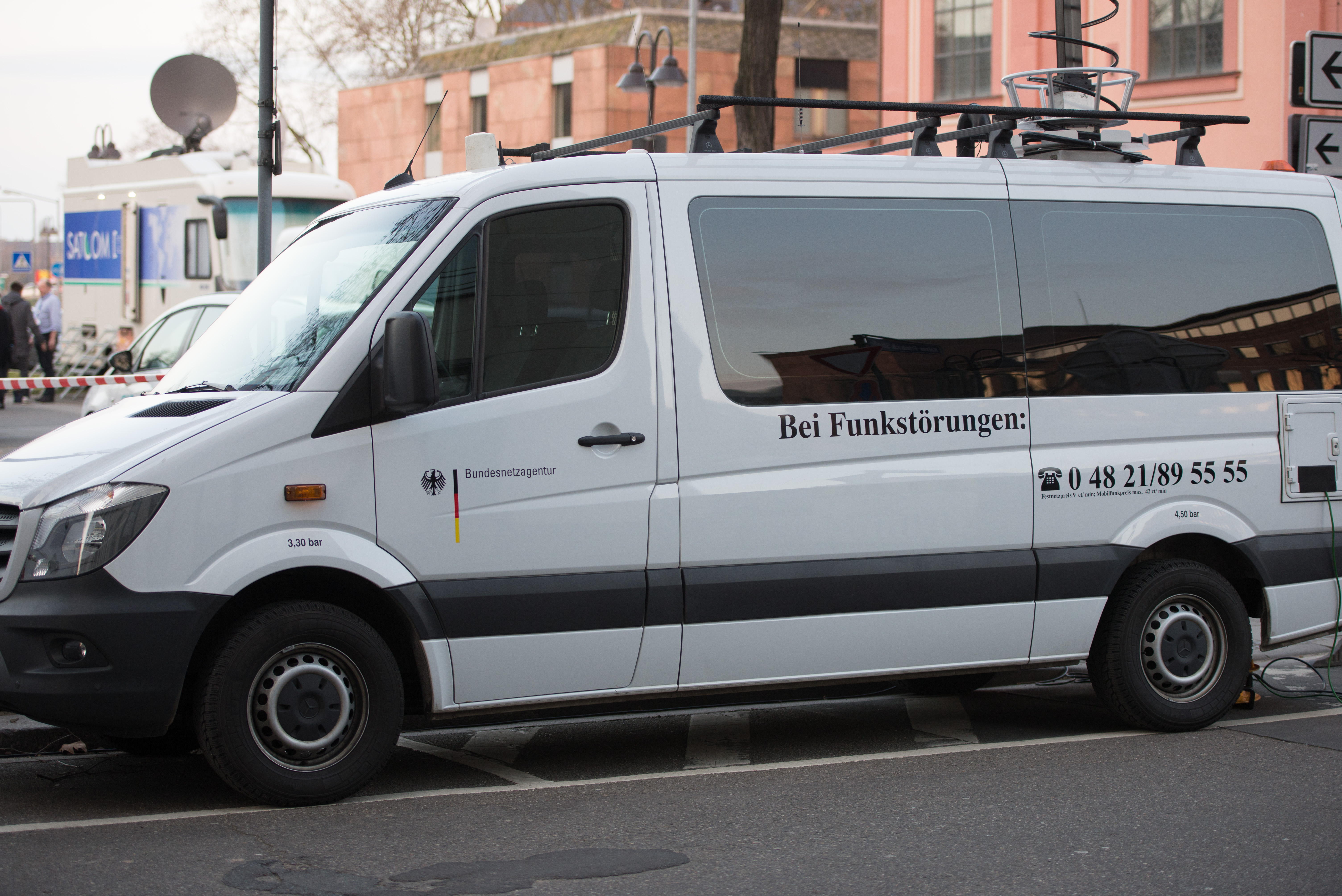
Messfahrzeug der Bundesnetzagentur, 2016

Nach der Privatisierung der Deutschen Bundespost in drei eigenständige Unternehmen wurde mit dem Telekommunikationsgesetz (TKG) eine Behörde geschaffen, die die Regulierung der betroffenen Märkte zur Aufgabe hat. Wettbewerbern der ehemaligen Monopolisten soll damit Chancengleichheit eröffnet werden.

#### Wettbewerbliche Aufsicht
Zu ihren Aufgaben gehört die Prüfung und Genehmigung aller Tarifänderungen von Unternehmen, die eine marktbeherrschende Stellung auf einem bestimmten Markt innehaben. Betroffen davon war bisher nur die Deutsche Telekom; diese hat versucht, unter Berufung auf diese Vorschrift gegen lokale Anbieter vorzugehen.
Die Bundesnetzagentur muss weiter dafür sorgen, dass der ehemalige Monopolist Konkurrenten alle Leistungen zu wirtschaftlich begründbaren Konditionen (siehe „Preis-Leistungs-Verhältnis“) anbietet. Aus diesem Grund muss die Telekom Konkurrenten beispielsweise den Zugang zur Teilnehmeranschlussleitung zu festgelegten Konditionen ermöglichen oder eine ehemalige Einheit der Bundespost, die Media Broadcast, Wettbewerbern den Zugang zu ihren Ultrakurzwellensendern einräumen. Mitbewerber der Media Broadcast ist seit 2013 die in Düsseldorf beheimatete Uplink Network.

#### Technische Aufsicht
Neben der wettbewerbsrechtlichen Tätigkeit hat die Bundesnetzagentur auch Aufgaben im technischen Bereich. Die Bundesnetzagentur ist auch zuständig für die technische Regulierung in der Telekommunikation.
Von der Mitentwicklung neuer Technologien in Standardisierungsgremien bis hin zur Überprüfung der Geräte am Markt ist sie am gesamten Technologiezyklus beteiligt. Die Mitarbeit in Standardisierungsorganisationen trägt dazu bei, dass dort die Regulierungsziele berücksichtigt werden, und dient der Förderung der Entwicklung von offenen und interoperablen Standards und Schnittstellenbeschreibungen. Hierdurch wird der Wettbewerb gefördert. Die Bundesnetzagentur arbeitet u. a. bei ETSI (European Telecommunications Standards Institute), ITU (International Telecommunications Union) und DVB-T (Digital Video Broadcasting – Terrestrial) mit.
Die Bundesnetzagentur ist u. a. für die Anwendung der EU-Richtlinien 2014/53/EU (Radio Equipment Directive (RED)) und 2014/30/EU (EMV-Richtlinie) in Deutschland zuständig, die in den deutschen Gesetzen EMVG und FUAG umgesetzt werden. Gemäß dem europäischen Rechtsrahmen für die Vermarktung von Produkten sollen die EU-Mitgliedstaaten den Markt wirksam überwachen, um die Verbraucher vor unsicheren Produkten zu schützen. Da die Zuständigkeit der Marktaufsichtsbehörden räumlich beschränkt ist, die grundlegenden Anforderungen aber im gesamten EU-Binnenmarkt identisch sind und einheitlich auslegt und angewendet werden sollten, arbeitet die Marktüberwachung der Bundesnetzagentur mit dem Zoll und anderen Marktaufsichtsbehörden im In- und Ausland zusammen.
Aufgabe der Bundesnetzagentur ist u. a., eine effiziente und störungsfreie Frequenznutzung sicherzustellen. Verbraucher können bei Funkstörungen die Bundesnetzagentur einschalten, die den Fall untersucht und entsprechend der Sachlage und den gesetzlichen Bestimmungen zur Beseitigung der Störung tätig wird (ex post). Entsprechende Parameter für die Funkverträglichkeit werden bereits bei der Erstellung der entsprechenden Normen von Betriebsmitteln mit erarbeitet (ex ante).
Die Bundesnetzagentur prüft elektronische Geräte auf ihre elektromagnetische Verträglichkeit. Alle ortsfesten Funkstellen mit einer Sendeleistung von mehr als 10 Watt EIRP werden vor der Betriebsaufnahme seitens der Bundesnetzagentur auf die Einhaltung der Grenzwerte ihrer abgestrahlten elektromagnetischer Felder kontrolliert. Das entsprechende Verfahren ist in der BEMFV vorgegeben. Die Standorte der Funkanlagen sowie Messorte sind in der EMF-Datenbank verzeichnet.
Ein ebenso wichtiger Aspekt für Funkstellen ist die Frequenzordnung. So wurden z. B. die Frequenzen UMTS öffentlichkeitswirksam versteigert, aber darüber hinaus stellt die Bundesnetzagentur den Frequenzplan auf, in dem das komplette Frequenzspektrum den verschiedenen Funkdiensten zugewiesen wird. So z. B. die Amateurbänder für den Amateurfunkdienst, Betriebsfunk an Unternehmen und einzelne Frequenzen an Radiostationen bzw. Rundfunkanstalten.
Bei den Funkdiensten, bei denen eine Prüfung zur Teilnahme an deren Funkverkehr vorgeschrieben ist, werden solche Prüfungen von der Bundesnetzagentur abgenommen, so z. B. die Prüfungen für den Flugfunk und für die Amateurfunkzeugnisse des Amateurfunkdienstes. Die Prüfungen für den Seefunkdienst sind zum Teil in die Hände der Segelsportverbände gelegt worden. Die Zuteilung der Rufzeichen für die Funkdienste wird von der Bundesnetzagentur vorgenommen.
Auf dem Telefonsektor stellt die Bundesnetzagentur z. B. Regeln für die Vergabe von Rufnummern (beispielsweise für 0900-Mehrwertdienste oder 0118-Auskunftsdienste) auf.
Weiter ist die Bundesnetzagentur im Vertrauensdienstegesetz als Aufsichtsstelle für elektronische Transaktionen nach der eIDAS-Verordnung benannt. In dieser Funktion beaufsichtigt sie Vertrauensdiensteanbieter und wirkt auf nationaler und internationaler Ebene auch an der Standardisierung von Vertrauensdiensten mit.
Nach § 110 Abs. 1 Satz 1 Nr. 3 TKG hat derjenige, der eine Telekommunikationsanlage betreibt, mit der Telekommunikationsdienste für die Öffentlichkeit erbracht werden, der Bundesnetzagentur den unentgeltlichen Nachweis zu erbringen, dass seine technischen Einrichtungen und organisatorischen Vorkehrungen zur Umsetzung angeordneter Maßnahmen zur Überwachung der Telekommunikation (TKÜ) mit den Vorschriften der TKÜV und der technischen Richtlinie nach § 110 Abs. 3 TKG übereinstimmen. Dazu hat er der Bundesnetzagentur auch die Prüfung vor Ort zu ermöglichen.

#### Verbraucherschutz
§ 67 Abs. 1 TKG ermächtigt die Bundesnetzagentur schließlich auch, die Einhaltung sonstiger Gesetze zu überwachen. Dies betrifft insbesondere den Verbraucherschutz, aber der Gesetzeswortlaut ist sachlich unbeschränkt. Nach § 20 UWG ahndet die Bundesnetzagentur beispielsweise unzulässige Telefonwerbung wie das Slamming mit einem Bußgeld bis zu 300.000 Euro. Das Oberverwaltungsgericht NRW hat wiederholt entschieden, dass die Bundesnetzagentur nach § 67 TKG auch Zuwiderhandlungen gegen gesetzliche Bestimmungen ahnden kann, die überhaupt keinen Bezug zur Telekommunikation aufweisen.
Am 17. Februar 2017 ging die Bundesnetzagentur im Rahmen des § 90 TKG gegen ein Kinderspielzeug vor, das über funkfähige Sendeanlagen verfügt und damit heimliche Bild- oder Tonaufnahme ermöglicht; außerdem zog sie die seit 2014 auf dem Markt befindliche erste internetfähige Spielzeugpuppe „My Friend Cayla“ des Herstellers Genesis Toys (Vertrieb in Deutschland durch Vivid Deutschland GmbH) wegen ungesicherten Zugriffs auf das Mikrofon via Bluetooth vom Markt und forderte Eltern auf, das Spielzeug zu vernichten.
Weiter führte die Bundesnetzagentur bei bestimmten internationalen Telefonvorwahlen die Pflicht zur kostenlosen Preisansage ein. So sollen Verbraucher vor teuren Rückruf-Fallen (sogenannte Ping-calls) geschützt werden. Mobilfunkanbieter mussten die kostenlose Preisansage bis 1. März 2019 für rund 56 Länder, deren Vorwahlen mit einer deutschen Vorwahl verwechselt werden können, aktiviert haben. Zuvor bestand diese Plicht bereits für das gesamte Jahr 2018.

#### Fachaufsicht
Durch den Organisationserlass der Bundeskanzlerin vom 17. Dezember 2013 wurde die Fachaufsicht über die Bundesnetzagentur in Bezug auf das Telekommunikationsrecht aus dem Geschäftsbereich des Bundesministeriums für Wirtschaft und Energie dem Bundesministerium für Verkehr und digitale Infrastruktur übertragen.

### Post
Auch bei Unregelmäßigkeiten in der Briefzustellung oder Paketzustellung ist die Bundesnetzagentur unmittelbarer Ansprechpartner für jedermann. Sie ist verpflichtet, Beschwerden gegen Postdienstleister nachzugehen.

### Strom- und Gasversorgungsnetze
2005 wurde das Energiewirtschaftsgesetz überarbeitet, um die europäischen Beschleunigungsrichtlinien für Strom und Gas für mehr Wettbewerb im Energiemarkt umzusetzen. Dabei erhielt die Bundesnetzagentur umfangreiche Befugnisse für die Strom- und Gasmärkte und damit gegenüber der Energiewirtschaft.
Ihre wesentlichen Aufgaben sind dabei die Kontrolle und Genehmigung der Netznutzungsentgelte und die Schaffung eines diskriminierungsfreien Zugangs zu Stromversorgungs- und Gasnetzen, die Eigentum der Energieversorgungsunternehmen sind.
Dazu wurde die Organisationsstruktur im Bereich Strom und Gas denen der Telekommunikations- und Postbereiche angepasst. So führen insgesamt zwölf Referate und fünf Beschlusskammern die durch den Aufbaustab begonnene Arbeit fort. Die Bundesnetzagentur prüft und bestätigt den durch die Übertragungsnetzbetreiber aufgestellten Netzentwicklungsplan Strom und den durch die Fernleitungsnetzbetreiber aufgestellten Netzentwicklungsplan Gas und führt die Genehmigungsverfahren für die länderüberschreitenden Vorhaben aus dem Bundesbedarfsplangesetz durch.
Die Bundesnetzagentur teilt sich die Zuständigkeit in vielen Bereichen der Regulierung mit den Bundesländern. Für Unternehmen mit weniger als 100.000 Kunden, deren Versorgungsnetze innerhalb der Landesgrenzen liegen, sind die Landesregulierungsbehörden zuständig. Vier Bundesländer haben ihre Aufgaben im Rahmen einer Organleihe an die Bundesnetzagentur übertragen, welche dann im Namen der Landesregulierungsbehörde tätig wird. Dies sind Berlin, Brandenburg, Bremen und Schleswig-Holstein.

### Eisenbahninfrastruktur
Seit dem 1. Januar 2006 ist die Bundesnetzagentur auch für die Überwachung des Zugangs zur Eisenbahninfrastruktur und zu Dienstleistungen zuständig. Der gesetzliche Rahmen ergibt sich seit dem 2. September 2016 aus dem Eisenbahnregulierungsgesetz (ERegG). Vorher war die Verordnung über den diskriminierungsfreien Zugang zur Eisenbahninfrastruktur und über die Grundsätze zur Erhebung von Entgelt für die Benutzung der Eisenbahninfrastruktur (Eisenbahninfrastruktur-Benutzungsverordnung, EIBV) die entsprechende Vorschrift. Der gesetzliche Rahmen ergab sich allein aus dem früheren Allgemeinen Eisenbahngesetz (AEG).
Am 15. Mai 2006 kam der Eisenbahninfrastrukturbeirat der Bundesnetzagentur zu seiner konstituierenden Sitzung zusammen. Ihm gehörten je neun Mitglieder des Bundestages und des Bundesrates an, die auf Vorschlag der beiden Häuser von der Bundesregierung für zwei Jahre berufen wurden. Nach § 35 AEG (weggefallen) hatte er unter anderem die Aufgabe, die Bundesnetzagentur bei ihren Aufgaben zu unterstützen.

### Marktüberwachung
Die Bundesnetzagentur ist Verbindungsstelle und nationale Überwachungsbehörde für die Sektoren 18 (Elektromagnetische Verträglichkeit) und 19 (Funkanlagen) im Geltungsbereich der Verordnung (EU) 2019/1020.

## Präsidenten

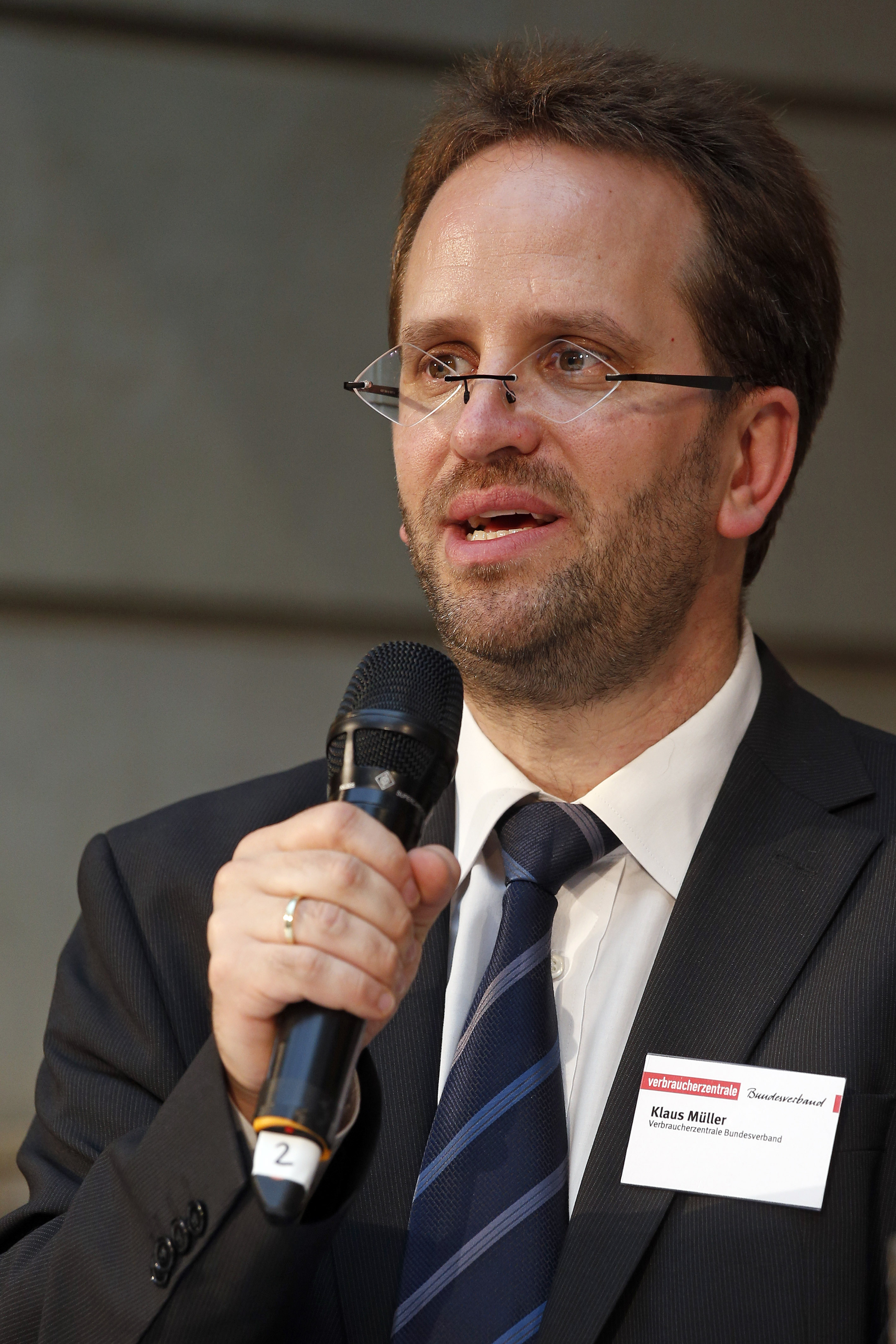
Klaus Müller, Präsident der Bundesnetzagentur seit März 2022

- Klaus-Dieter Scheurle (1. Januar 1998 bis 2000)
- Matthias Kurth (2001 bis 29. Februar 2012)
- Jochen Homann (1. März 2012 bis 28. Februar 2022)
- Klaus Müller (seit 1. März 2022)[21]